# Web of Science

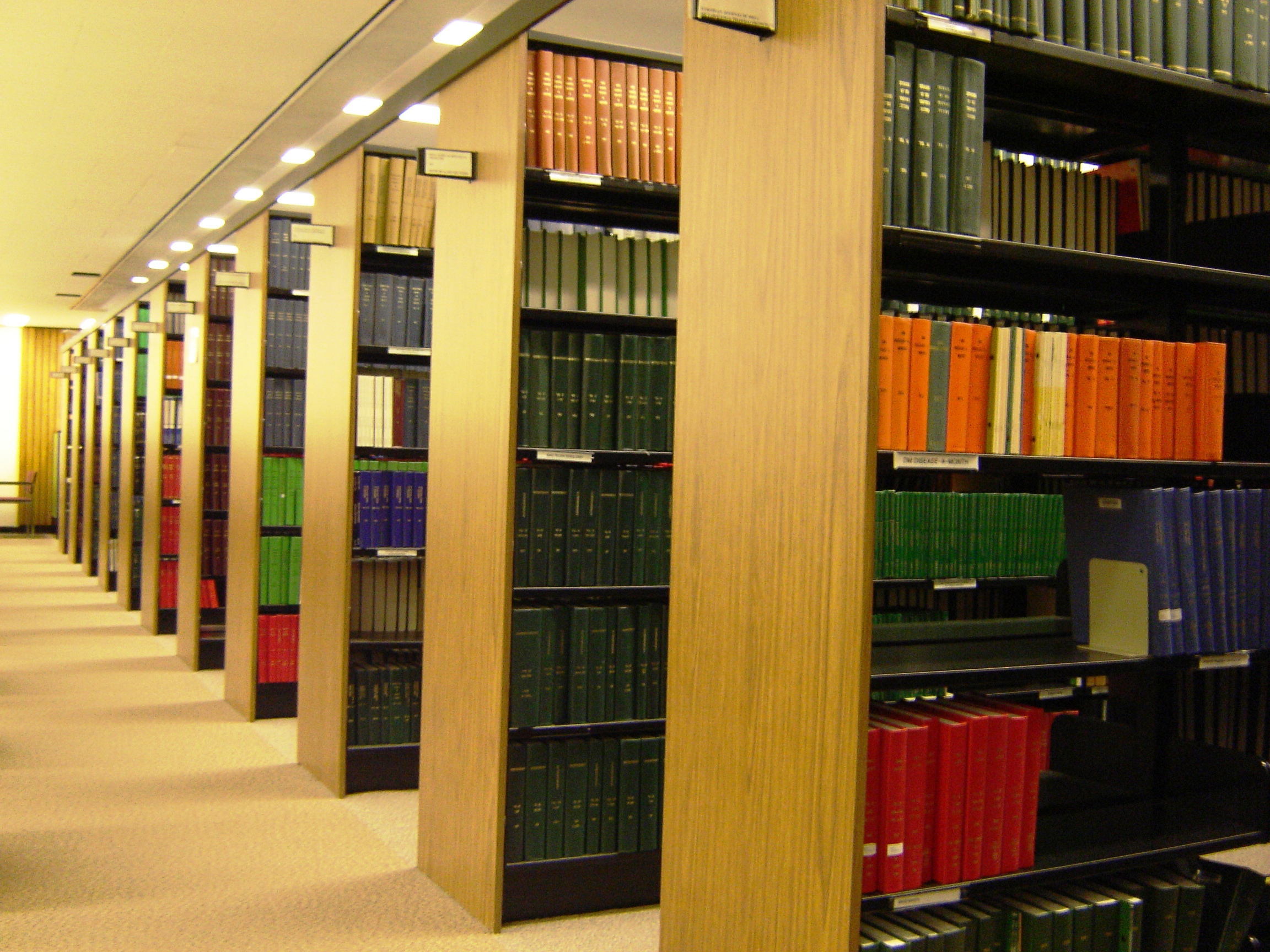
Tijdschriftenarchief in een universiteitsbibliotheek

Web of Science (WoS) is een verzameling citatie-indices die tegen betaling wordt aangeboden door het bedrijf Clarivate Analytics (voorheen onderdeel van Thomson Reuters). De citatie-indices beslaan gezamenlijk meer dan 11.000 wetenschappelijke tijdschriften. Verder worden elk jaar de proceedings van zo'n 12.000 wetenschappelijke congressen toegevoegd. In totaal zijn de gegevens van meer dan 46 miljoen artikelen vastgelegd. Van deze artikelen is onder andere de volgende informatie opgeslagen:
- titel
- namen van de auteurs
- publicatiegegevens (DOI, naam van het tijdschrift, jaargang, nummer, en pagina's)
- publicatiegegevens van de artikelen die in het artikel geciteerd worden.

Toegang tot deze databases kan worden verkregen met ISI Web of Knowledge (WoK). Dit is een betaalde dienst waar universiteiten over het algemeen een abonnement op hebben, zodat de informatie vanaf computers binnen de universiteit geraadpleegd kan worden.
Dankzij de citatie-gegevens kan men met WoK bepalen welke artikelen een gegeven artikel citeren. Daarnaast kan men artikelen zoeken bijvoorbeeld op basis van een of meerdere auteursnamen of titelwoorden. WoK kan ook automatisch de h-index van een auteur berekenen. Met deze gegevens kunnen wetenschappers nagaan wat voor invloed hun werk heeft op anderen en kunnen ze gerelateerd werk opsporen. De informatie wordt ook gebruikt om in cijfers uit te drukken hoe invloedrijk een wetenschapper is. Dit speelt een belangrijke rol bij benoemingen en promoties.
De individuele indices waar WoS uit bestaat zijn:
- Science Citation Index Expanded dekt meer dan 7100  tijdschriften, vanaf het jaar 1900
- Social Sciences Citation Index dekt meer dan 2470 tijdschriften op het gebied van de sociale wetenschappen vanaf 1956
- Arts & Humanities Citation Index dekt meer dan 1395 tijdschriften op het gebied van de geesteswetenschappen
- Conference Proceedings Citation Index bevat gegevens over presentaties tijdens wetenschappelijke congressen die zijn verkregen uit meer dan 110.000 tijdschriften en (als boek uitgegeven) proceedings
- Index Chemicus bevat meer dan 2,6 miljoen stoffen.
- Current Chemical Reactions bevat meer dan 1 miljoen chemische reacties